# Paulo da Silva
Paulo César da Silva Barrios, plus connu sous le nom de Paulo da Silva, né le 1er février 1980 à Asuncion (Paraguay), est un footballeur paraguayen. 
Il joue au poste de défenseur avec l'équipe du Paraguay et le club du CF Pachuca (1,81 m pour 87 kg).

## Carrière

### En équipe nationale
Paulo da Silva participe à la coupe du monde 2006 avec l'équipe du Paraguay. 
Il compte 148 sélections (2 buts). Il fait partie des 23 joueurs paraguayens sélectionnés pour participer à la coupe du monde 2010.

## Statistiques

### En sélection nationale
| Saison                | Sélection             | Phases finales          | Phases finales | Phases finales | Phases finales | Éliminatoires CDM | Éliminatoires CDM | Éliminatoires CDM | Matchs amicaux | Matchs amicaux | Matchs amicaux | Total | Total | Total |
| Saison                | Sélection             | Compétition             | M              | B              | Pd             | M                 | B                 | Pd                | M              | B              | Pd             | M     | B     | Pd    |
| --------------------- | --------------------- | ----------------------- | -------------- | -------------- | -------------- | ----------------- | ----------------- | ----------------- | -------------- | -------------- | -------------- | ----- | ----- | ----- |
| 1999-2000             | Paraguay              | -                       | -              | -              | -              | 1                 | 0                 | 0                 | -              | -              | -              | 1     | 0     | 0     |
| 2000-2001             | Paraguay              | Copa América 2001       | -              | -              | -              | 2                 | 0                 | 0                 | 1              | 0              | 0              | 3     | 0     | 0     |
| 2002-2003             | Paraguay              | -                       | -              | -              | -              | -                 | -                 | -                 | 9              | 0              | 0              | 9     | 0     | 0     |
| 2003-2004             | Paraguay              | Copa América 2004       | -              | -              | -              | 6                 | 0                 | 0                 | 2              | 0              | 0              | 8     | 0     | 0     |
| 2004-2005             | Paraguay              | -                       | -              | -              | -              | 7                 | 0                 | 0                 | 1              | 0              | 0              | 8     | 0     | 0     |
| 2005-2006             | Paraguay              | Coupe du monde 2006     | 1              | 0              | 0              | 1                 | 0                 | 0                 | 3              | 0              | 0              | 5     | 0     | 0     |
| 2006-2007             | Paraguay              | Copa América 2007       | 3              | 0              | 0              | -                 | -                 | -                 | 5              | 0              | 0              | 8     | 0     | 0     |
| 2007-2008             | Paraguay              | -                       | -              | -              | -              | 6                 | 2                 | 0                 | 4              | 0              | 0              | 10    | 2     | 0     |
| 2008-2009             | Paraguay              | -                       | -              | -              | -              | 7                 | 0                 | 0                 | 2              | 0              | 0              | 9     | 0     | 0     |
| 2009-2010             | Paraguay              | Coupe du monde 2010     | 5              | 0              | 1              | 4                 | 0                 | 0                 | 6              | 0              | 0              | 15    | 0     | 1     |
| 2010-2011             | Paraguay              | Copa América 2011       | 6              | 0              | 0              | -                 | -                 | -                 | 12             | 0              | 0              | 18    | 0     | 0     |
| 2011-2012             | Paraguay              | -                       | -              | -              | -              | 4                 | 0                 | 0                 | 3              | 0              | 0              | 7     | 0     | 0     |
| 2012-2013             | Paraguay              | -                       | -              | -              | -              | 7                 | 0                 | 0                 | 3              | 0              | 0              | 10    | 0     | 0     |
| 2013-2014             | Paraguay              | -                       | -              | -              | -              | 4                 | 0                 | 0                 | 1              | 0              | 0              | 5     | 0     | 0     |
| 2014-2015             | Paraguay              | Copa América 2015 4e    | 6              | 0              | 1              | -                 | -                 | -                 | 5              | 0              | 0              | 11    | 0     | 1     |
| 2015-2016             | Paraguay              | Copa América Centenario | 3              | 0              | 0              | 6                 | 0                 | 0                 | 1              | 0              | 0              | 10    | 0     | 0     |
| 2016-2017             | Paraguay              | -                       | -              | -              | -              | 8                 | 1                 | 0                 | -              | -              | -              | 8     | 1     | 0     |
| 2017-2018             | Paraguay              | -                       | -              | -              | -              | 3                 | 0                 | 0                 | -              | -              | -              | 3     | 0     | 0     |
| Total sur la carrière | Total sur la carrière | Total sur la carrière   | 24             | 0              | 2              | 66                | 3                 | 0                 | 58             | 0              | 0              | 148   | 3     | 2     |

## Palmarès
- Vainqueur du Tournoi d'ouverture mexicain en 2005